# Dagomba
De Dagomba zijn een volk uit Noord-Ghana, geconcentreerd rondom de stad Yendi, waar de paramount chief van de Dagomba resideert. De laatste decennia is Tamale de grootste stad in het gebied van de Dagomba en zijn er diverse etnische spanningen geweest tussen diverse groepen in dit gebied. Hun taal is het Dagbani.